# Guardia Nacional (Messico)
La Guardia Nazionale (in lingua spagnola: Guardia Nacional) è una gendarmeria messicana con funzioni di polizia nazionale formata nel 2019. La Guardia Nazionale è stata formata assorbendo unità e ufficiali della Polizia Federale, della Polizia Militare e della Polizia Navale.

## Storia

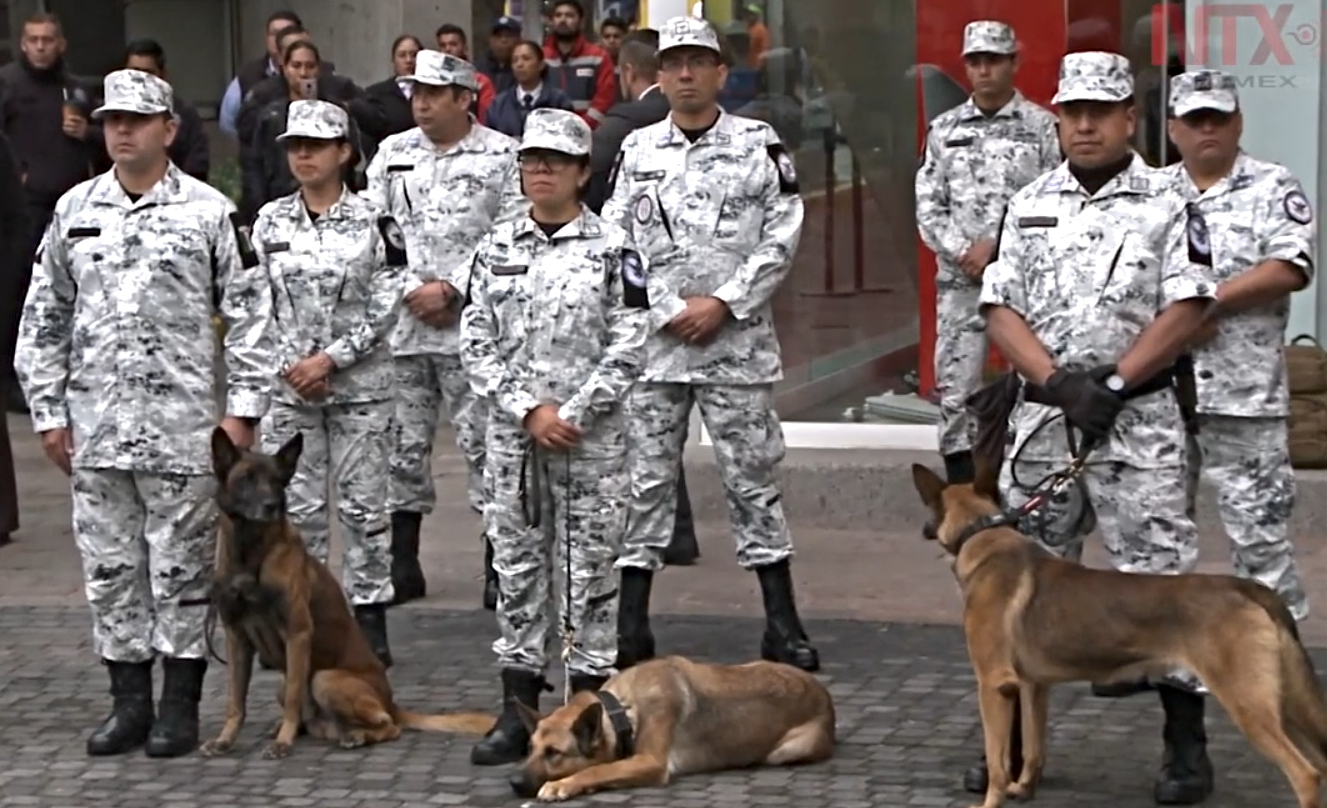
Membri della Guardia Nacional.

La Guardia Nazionale messicana è stata formata sotto ordine del presidente messicano Andrés Manuel López Obrador nel 2019. Da allora svolge un ruolo importante nell'intensificare l'applicazione della politica di immigrazione del Messico. Prima di diventare presidente, Obrador fece una campagna sulla promessa di togliere i militari dalle strade. Poco dopo essere entrato in carica, Obrador pubblicò un piano per creare la Guardia Nazionale sotto il controllo delle forze armate messicane che avrebbe avuto il compito di "prevenire e combattere la criminalità". Obrador ha affermato che la nuova Guardia Nazionale è stata creata fondamentalmente per aiutare a risolvere la crisi di sicurezza in corso in Messico.
Il 28 febbraio 2017, il legislatore nazionale del Messico ha votato per l'approvazione di una guardia nazionale di 60.000 uomini. Il 30 giugno 2019 è stata ufficialmente istituita come corpo di gendarmeria.
Un sondaggio del 2019 sponsorizzato dal Washington Post e dal quotidiano messicano Reforma ha raccolto informazioni sull'opinione pubblica riguardo sia alla nuova Guardia Nazionale che all'immigrazione illegale in Messico. Il sondaggio è stato condotto dal 9 luglio al 14 luglio 2019 tra 1.200 messicani adulti in tutto il paese in 100 distretti elettorali tramite interviste faccia a faccia. Una maggioranza del 53% dei messicani ha espresso la propria fiducia nella guardia nazionale, con due terzi dei messicani che affermavano che avrebbero voluto che la guardia nazionale fosse nella loro città, mentre il 45% dichiarava di sentirsi più al sicuro.

## Dispiegamento ai confini

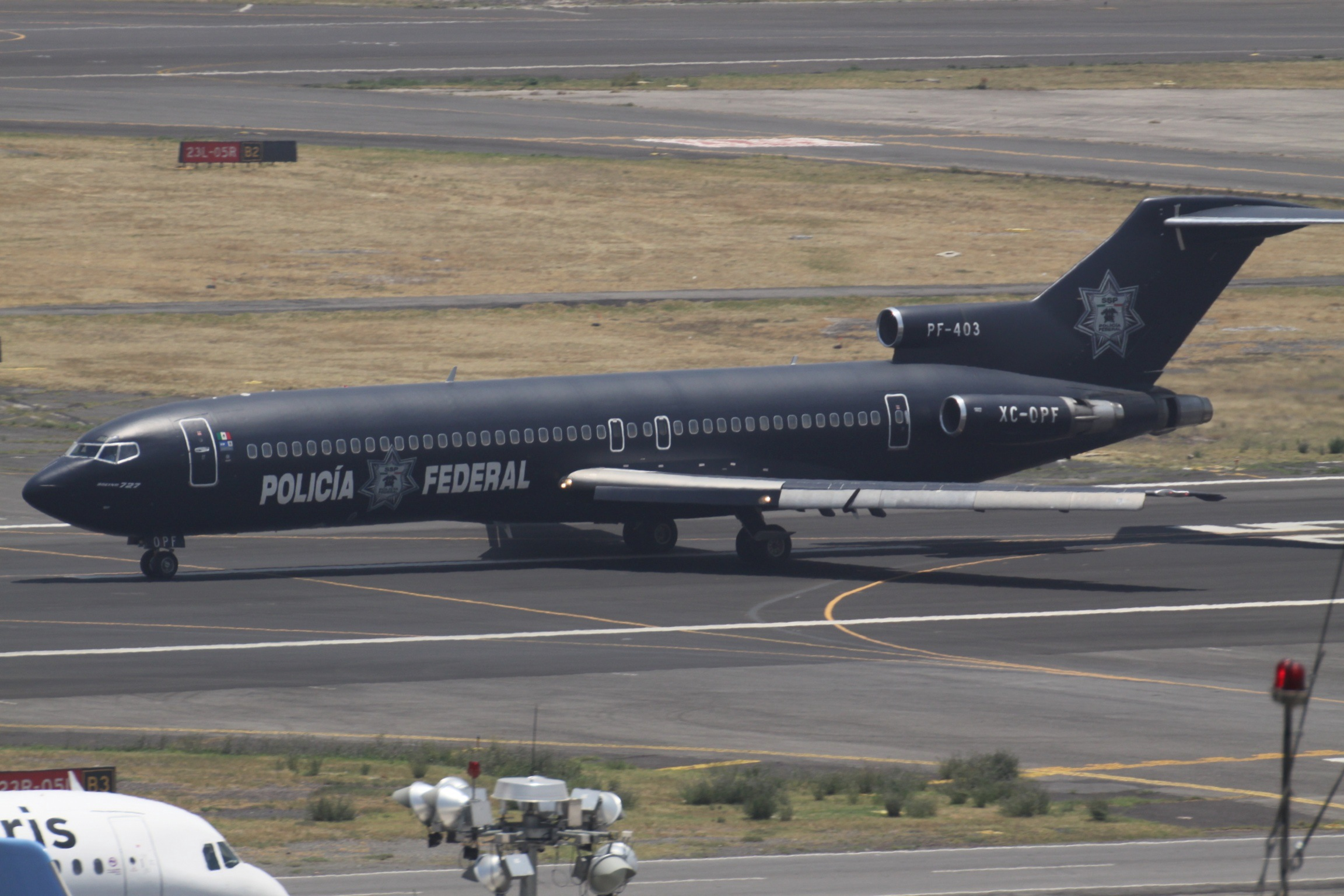
Uno dei 3 Boeing 727-200 della Guardia Nacional qui ancora con la livrea della Policía Federal.

All'inizio di giugno 2019, come parte di un accordo con gli Stati Uniti, il Messico ha accettato di dispiegare la Guardia Nazionale di recente formazione al confine con il Guatemala. Sebbene la guardia fosse stata creata per far rispettare la politica sull'immigrazione, non era pronta a farlo così presto. Il presidente degli Stati Uniti, Donald Trump, ha minacciato di aumentare le tariffe con il Messico se non avesse aiutato a frenare l'immigrazione illegale.
Nel 2019, il Washington Post e Reforma hanno condotto un sondaggio tra gli adulti messicani dopo un drammatico aumento delle forze armate ai confini del Messico a seguito dell'accordo stipulato a giugno con gli Stati Uniti. Diversi analisti prevedevnao che la base di elettori del presidente Andrés Manuel López Obrador sarebbe rimasta delusa all'intensificazione del numero di agenti ai confini. Tuttavia, è riuscito a mantenere un forte indice di approvazione del 70% otto mesi dopo aver assunto l'incarico. Una maggioranza del 54% afferma che il presidente Obrador difende gli interessi del Messico nei suoi rapporti con gli Stati Uniti. Inoltre, il 51% dei messicani sostiene l'utilizzo della Guardia Nazionale recentemente costituita nel paese per respingere la migrazione illegale fuori e verso il Messico.

## Struttura di comando
La legge assegna il pieno controllo della Guardia Nazionale al Segretario della Sicurezza e Protezione Civile, che è responsabile di tutte le questioni relative al lavoro della NG.
Secondo l'articolo 12 della Ley de la Guardia Nacional, la Guardia Nazionale è organizzata su cinque livelli di comando:
- Segretario della sicurezza e protezione civile;
- Comandante operativo;
- Coordinatore territoriale;
- Coordinatore di Stato;
- Coordinatore dell'unità.

Dal 2025, a seguito del cambio della Costituzione, la Guardia Nazionale è passata sotto il controllo della Segreteria della Difesa SEDENA confermando la militarità del corpo.

## Personale

### Ufficiali
| ufficiali della Guardia Nacional de México | ufficiali della Guardia Nacional de México | ufficiali della Guardia Nacional de México | ufficiali della Guardia Nacional de México | ufficiali della Guardia Nacional de México | ufficiali della Guardia Nacional de México | ufficiali della Guardia Nacional de México | ufficiali della Guardia Nacional de México | ufficiali della Guardia Nacional de México | ufficiali della Guardia Nacional de México | ufficiali della Guardia Nacional de México | ufficiali della Guardia Nacional de México | ufficiali della Guardia Nacional de México |
| Categoria                                  |                                            | Commissaries                               | Commissaries                               | Commissaries                               | Commissaries                               | Inspectors                                 | Inspectors                                 | Inspectors                                 | Officers                                   | Officers                                   | Officers                                   | Officers                                   |
| Codice NATO                                | OF-10                                      | OF-9                                       | OF-8                                       | OF-7                                       | OF-6                                       | OF-5                                       | OF-4                                       | OF-3                                       | OF-2                                       | OF-2                                       | OF-1                                       | OF-1                                       |
| ------------------------------------------ | ------------------------------------------ | ------------------------------------------ | ------------------------------------------ | ------------------------------------------ | ------------------------------------------ | ------------------------------------------ | ------------------------------------------ | ------------------------------------------ | ------------------------------------------ | ------------------------------------------ | ------------------------------------------ | ------------------------------------------ |
| colletto controspallina paramano           | assente grado equivalente                  | assente grado equivalente                  |                                            |                                            |                                            |                                            |                                            |                                            |                                            |                                            |                                            |                                            |
| nome del grado                             | assente grado equivalente                  | assente grado equivalente                  | Commissary General                         | Chief Commissary                           | Commissary                                 | Inspector General                          | Chief Inspector                            | Inspector                                  | Subinspector 1st Class                     | Subinspector 2nd Class                     | Officer                                    | Subofficer                                 |

### Altri gradi
| altri gradi della Guardia Nacional de México | altri gradi della Guardia Nacional de México | altri gradi della Guardia Nacional de México | altri gradi della Guardia Nacional de México | altri gradi della Guardia Nacional de México | altri gradi della Guardia Nacional de México | altri gradi della Guardia Nacional de México | altri gradi della Guardia Nacional de México | altri gradi della Guardia Nacional de México | altri gradi della Guardia Nacional de México |
| Codice NATO                                  | OR-9                                         | OR-8                                         | OR-7                                         | OR-6                                         | OR-5                                         | OR-4                                         | OF-3                                         | OF-2                                         | OF-1                                         |
| -------------------------------------------- | -------------------------------------------- | -------------------------------------------- | -------------------------------------------- | -------------------------------------------- | -------------------------------------------- | -------------------------------------------- | -------------------------------------------- | -------------------------------------------- | -------------------------------------------- |
| colletto controspallina paramano             | assente grado equivalente                    | assente grado equivalente                    |                                              | assente grado equivalente                    |                                              |                                              | assente grado equivalente                    | assente grado equivalente                    |                                              |
| nome del grado                               | assente grado equivalente                    | assente grado equivalente                    | Senior Agent                                 | assente grado equivalente                    | Agent                                        | Deputy Agent                                 | assente grado equivalente                    | assente grado equivalente                    | National guardsman                           |

## Aeromobili in uso
| Aeromobile                | Origine     | Tipo               | Versione (denominazione locale) | In servizio (2023) | Note                                                             | Immagine |
| Aerei da trasporto        |             |                    |                                 |                    |                                                                  |          |
| Boeing 727                | Stati Uniti | aereo da trasporto | B727-200                        | 1                  | B727-200 ereditato dalla Policía Federal e un Dornier Do 328JET. |          |
| Dornier Do 328            | Germania    | aereo da trasporto | Do 328JET                       | 1                  | 1 Do 328 consegnato.                                             |          |
| Elicotteri                |             |                    |                                 |                    |                                                                  |          |
| Sikorsky UH-60 Black Hawk | Stati Uniti | elicottero utility | S-70AUH-60M                     | 6                  | 6 S-70A e 6 UH-60M in servizio al novembre 2023.                 |          |